# 크리스티안 귄터 폰 베른스토르프

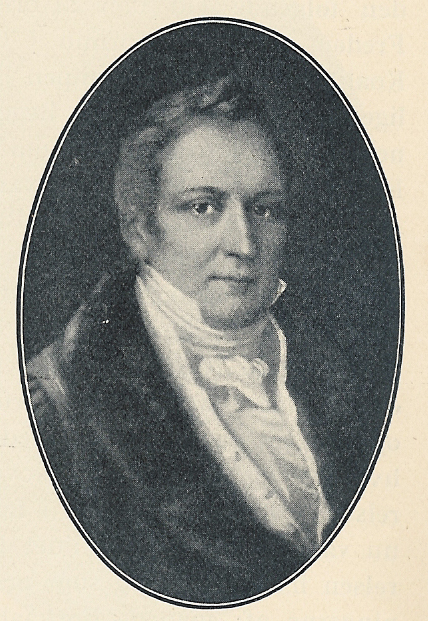
크리스티안 귄터 폰 베른스토르프

크리스티안 귄터 폰 베른스토르프(덴마크어: Christian Günther von Bernstorff, 1769년 4월 3일 ~ 1835년 3월 18일)는 덴마크의 정치인이다.